# ミシュナー・ヘブライ語
ミシュナー・ヘブライ語（ミシュナー・ヘブライご、Mishnaic Hebrew language）とは、バビロン捕囚後のユダヤ人達がヘブライ語を継承していく中で、聖書ヘブライ語から発展した新たな形態のヘブライ語。 ユダヤの賢人達が、ミシュナーや同時代の文書を記録する際に使用された。サマリア人は、独自の形態のヘブライ語であるサマリア語を発展させ、ミシュナー・ヘブライ語を使用しなかった。

## 音韻
ミシュナー・ヘブライ語の音韻は聖書ヘブライ語に極めて近いものだったと思われる。
しかし、一部の接尾辞の末尾の /m/ が、ミシュナーの中ではしばしば /n/ に置き換えられている。おそらく、これらの接尾辞の末尾の鼻音が発音されなくなり、その直前の母音が鼻音化したものであろう。あるいはこの現象は、アラム語 の影響による変化かもしれない。
また、ミシュナーの現存する手稿の中には、喉音を表す文字の表記に混乱が見られるものがある。特に (א) アレフ（声門破裂音）と、(ע) アインの（咽頭音）の取り違えが多いため、ミシュナー・ヘブライ語では、この２つの文字が、同じ音価で発音されていたことを示しているのかもしれない。

## 動詞の時制
ミシュナー・ヘブライ語の動詞の時制は、聖書ヘブライ語と似ている。しかし、死海文書や、現代ヘブライ語などの多くのヘブライ語の発音方式に見られる変化が、ミシュナー・ヘブライ語にも現れている。ミシュナー・ヘブライ語では、ヴァヴによる時制変換が消滅した。
過去時制は現代ヘブライ語と同じ形態で表される。例："משה קיבל תורה מסיניי"（モーセはシナイで律法を授かった。）(ミシュナーPirkei Avothの巻 1:1)
過去に継続して行われた行為を表すのに、<コピュラ動詞 "היה" （英語のbe動詞に相当）> + <現在形>を用いる。この点は聖書ヘブライ語とも現代ヘブライ語とも異なる。

例："הוא היה אומר"（彼は（いつも）言っていた。）(Pirkei Avoth 1:2)
現在時制は現代ヘブライ語と同じく、聖書ヘブライ語でいう現在能動分詞 (בינוני) を動詞の現在形として用いる。

例："על שלושה דברים העולם עומד"　（三つの物事の上に世界は立脚している。）(Pirkei Avoth 1:2)
未来時制は現代ヘブライ語と同じ形態か（聖書ヘブライ語でいう「未完了形」）、עתיד （ローマ字転写：atid）+ 動詞の不定詞という文型で表される。
例：  "ולפני מי אתה עתיד ליתן דין וחשבון"（誰の前であなたは報告するのだろうか。）(Pirkei Avoth 3:1)
命令形は現代ヘブライ語と同じように、聖書ヘブライ語でいう「未完了形」で表される。
例： "הוא היה אומר, אל תהיו כעבדים המשמשין את הרב"（彼はいつも言っていた、あなたがたは主人に仕える奴隷のようになるな、と。）(Pirkei Avoth 1:3)

## 学習用書籍
- Bar-Asher, Moshe, Mishnaic Hebrew: An Introductory Survey, Hebrew Studies 40 (1999) 115-151.
- Kutscher, E.Y. A Short History of the Hebrew Language, Jerusalem: Magnes Press, Leiden: E.J.Brill, 1982 pp. 115-146.
- Pérez Fernández, Miguel, An Introductory Grammar of Rabbinic Hebrew (trans. John Elwolde), Leiden: E.J. Brill 1997.
- Sáenz-Badillos, Angel,  A History of the Hebrew Language (ISBN 0-521-55634-1)  (trans. John Elwolde),  Cambridge, England:  Cambridge University Press, 1993.